# Partners (série télévisée, 2012)
Pour les articles homonymes, voir Partners.
Partners est une série télévisée américaine en treize épisodes de 23 minutes créée par David Kohan et Max Mutchnick dont six épisodes ont été diffusés entre le 24 septembre et le 12 novembre 2012 sur le réseau CBS aux États-Unis et en simultané sur Citytv au Canada.
En France, la série a été diffusée du 16 au 30 mai 2014 sur Canal+ Séries, en Belgique à partir du 7 janvier 2016 sur La Deux, mais reste inédite dans les autres pays francophones.

## Synopsis
Louis et Joe sont des amis de longue date et partenaires dans un cabinet d'architectes. Leur bromance est mise à l'epreuve alors que Joe va bientôt se marier et que Louis a un nouveau petit ami.

## Distribution

### Acteurs principaux
- Michael Urie (VF : Adrien Larmande) : Louis McManus
- David Krumholtz (VF : Xavier Béja) : Joe Goodman
- Sophia Bush (VF : Élisabeth Ventura) : Ali Landow, la fiancée de Joe
- Brandon Routh (VF : Adrien Antoine) : Wyatt Plank, le nouveau petit-ami de Louis

### Acteurs récurrents et invités
- Tracy Vilar (VF : Odile Schmitt) : Rosanna « Ro-Ro » Di-Giandemenico (9 épisodes)
- Jillian Bell (VF : Céline Ronté) : Renata (6 épisodes)
- David Bloom : Joe, 9 ans (6 épisodes)
- Jason et Randy Sklar (en) (VF : Stéphane Ronchewski) : Jordy et Nate Blevins (5 épisodes)
- Nadya Ginsburg : Roberta Hockman-Klein (4 épisodes)
- Paula Christensen (VF : Olivia Nicosia) : Lorraine (4 épisodes)
- Sloane Morgan Siegel : Joe, 12 ans (4 épisodes)
- Gabriel Suttle : Louis, 9 ans (4 épisodes)
- Erik Audé (en) : Bartender (épisodes 2, 7 et 9)
- John F. Schaffer (VF : Jerome Wiggins) : Jonah (épisodes 2 et 9)
- Guy Branum (en) : Andrew (épisodes 2 et 9)
- Jeff Hiller (en) : Randy (épisodes 2 et 9)
- Nick Steele : Jerome (épisode 6)
- Murray Gershenz (en) : Jurgen (épisode 10)
- Lynn Manning (en) : Blind Man (épisode 10)
- Sonya Eddy (en) : Denise (épisode 12)
- Joey Diaz (en) : Bob (épisode 12)
- Phil Abrams : Carl (épisode 12)
- Ed Begley Jr. : Dr Kay (épisode 13)

- Version française
  - Société de doublage : Studios de St Ouen[5]
  - Direction artistique : Hervé Rey[5]

Source VF : Doublage Séries Database

## Production

### Développement
Le développement de la série a débuté en septembre 2011 sous le titre temporaire Untitled David Kohan/Max Mutchnick Project. Le pilote a été commandé en janvier 2012 sous son titre actuel. James Burrows réalisera le pilote.
Le 13 mai 2012, CBS a commandé la série pour la saison 2012-2013, et a annoncé trois jours plus tard lors des Upfronts qu'elle occupera la case horaire du lundi à 20 h 30 à l'automne.
Le 16 novembre 2012, CBS a annulé la série. Quelques jours plus tard, CBS a retiré la page de la série sur son site web, les épisodes en rattrapage ainsi que sa nomination au People's Choice Awards dans la catégorie Favorite New TV Comedy.

### Casting

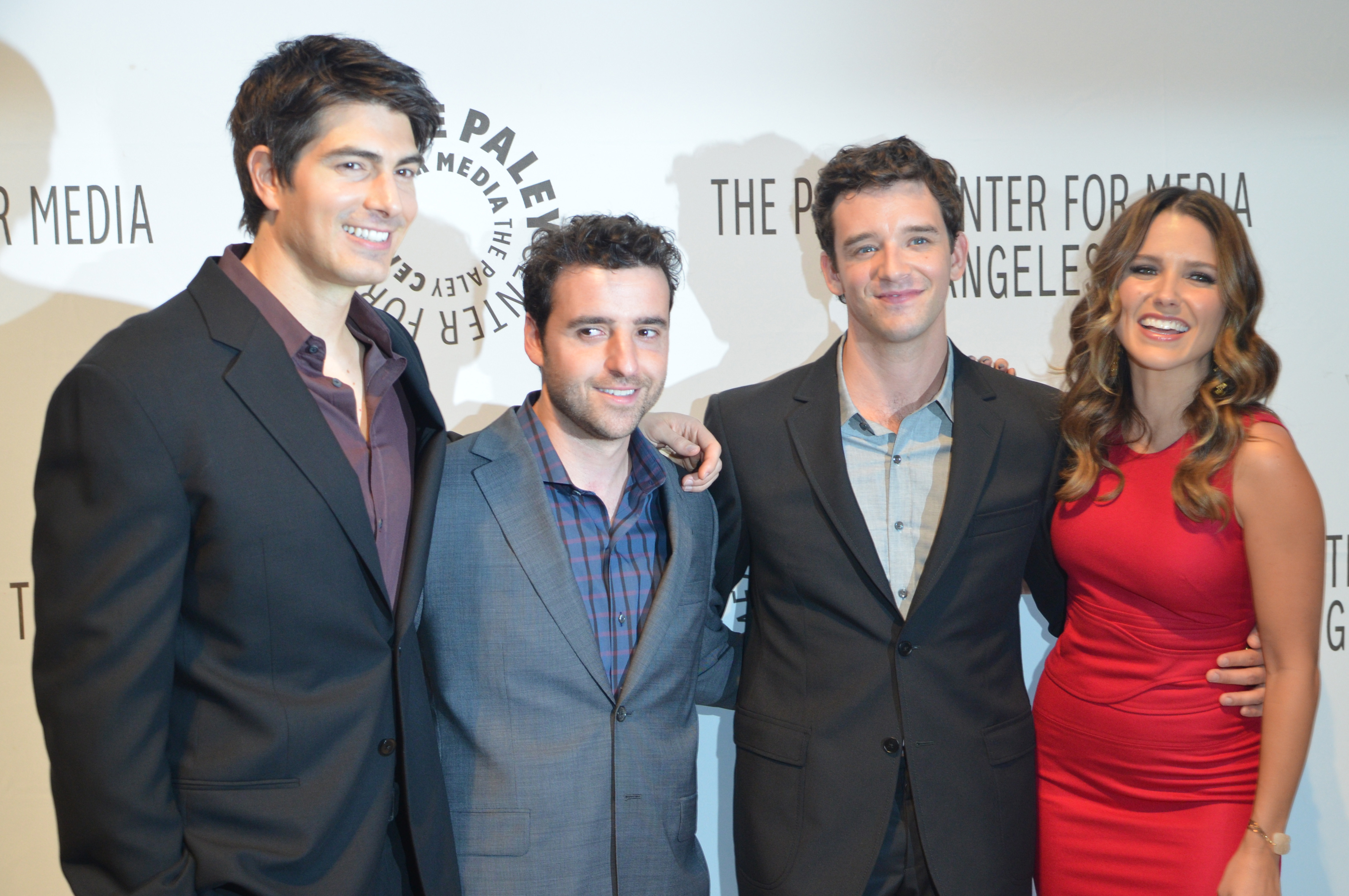
La distribution de la série, au PaleyFest: Fall TV CBS Preview Party, en septembre 2012.

Dès février 2012, les rôles ont été attribués dans cet ordre: Sophia Bush, Michael Urie, Brandon Routh, Elizabeth Regen (Rosanna) et Lucy Davis (Renata) et David Krumholtz. À la mi-mai, Tracy Vilar reprend le rôle de Rosanna, le rôle de Lucy Davis a été éliminé et un nouveau rôle a été créé pour Molly Shannon (Cassandra), qui n'a pas été utilisé.
À la fin de l'été, Jillian Bell a obtenu un rôle récurrent du nom de Renata.

### Fiche technique
- Titre original : Partners
- Titre français :
- Autres titres francophones :
- Création : David Kohan et Max Mutchnick
- Réalisation : James Burrows
- Scénario : David Kohan et Max Mutchnick
- Direction artistique : Conny Boettger
- Décors :
- Costumes : Kim Abram
- Photographie : Gary Baum
- Montage :
- Musique :
- Casting :
- Production : David Kohan et Max Mutchnick
- Sociétés de production : KoMut Entertainment et Warner Bros. Television
- Sociétés de distribution (télévision) : CBS
- Budget :
- Pays d'origine :  États-Unis
- Langue originale : anglais
- Format : couleur
- Genre : Sitcom
- Durée : 23 minutes

## Épisodes
Tous les épisodes ont été réalisés par James Burrows.
| № | Titre                                                     | Scénario                                                  | Première diffusion | Diffusion française | Diffusion belge | Audience US (millions) |
| --- | --------------------------------------------------------- | --------------------------------------------------------- | ------------------ | ------------------- | --------------- | ---------------------- |
| 1 | Paires et impairs Pilot                                   | David Kohan et Max Mutchnick                              | 24 septembre 2012  | 16 mai 2014         | 7 janvier 2016  | 6,56                   |
| Joe et Louis sont deux meilleurs amis depuis leur enfance, ils passent toute leur vie ensemble et travaillent même en tant qu'associés. Louis a un petit ami : Wyatt et Joe sort avec Ali. Un jour, celle-ci lui pose un ultimatum : "épouse moi ou je pars". Joe en parle à Wyatt et lui dit qu'il va la quitter sauf qu'en face d'elle, il change d'avis et la demande en mariage. Sauf que Louis parle à Ali et lui raconte ce que Joe a failli faire. S'ensuivent des disputes entre Ali et Joe, Joe et Louis mais bien sûr tout est bien qui finit bien et tout le monde se réconcilie ! |                                                           |                                                           |                    |                     |                 |                        |
| 2 | Un zeste d'attention Chicken & Stuffing                   | David Kohan, Max Mutchnick et Jeff Astrof                 | 1er octobre 2012   | 16 mai 2014         | 14 janvier 2016 | 5,76                   |
| Joe apprend à Louis que sa vie sexuelle avec Ali n'est pas au beau fixe, Louis, comme d'habitude décide de s'en mêler et en parle à Ali… Puis, il lui dit de cuisiner pour son fiancé… Joe lui en veut mais bien sûr, ils se réconcilient vite ! |                                                           |                                                           |                    |                     |                 |                        |
| 3 | Célébrités The Jeter Exception                            | Jeff Astrof                                               | 8 octobre 2012     | 16 mai 2014         | 21 janvier 2016 | 5,71                   |
| Louis et Joe déménagent les affaires d'Ali dans l'appartement de Joe afin qu'elle puisse emménager. Malheureusement, Joe, poussé par Louis, ouvre un des cartons d'Ali et y découvre une photo d'elle avec un autre homme. Joe et Louis décident d'organiser une soirée jeux chez ce dernier pour piéger Ali et la confronter à propos de la photo. |                                                           |                                                           |                    |                     |                 |                        |
| 4 | La Clé The Key                                            | David Kohan et Max Mutchnick                              | 15 octobre 2012    | 16 mai 2014         | 28 janvier 2016 | 6,08                   |
| Louis cache de la viande chez Joe, qu'il vient manger en cachette chez ce dernier, car il ne supporte plus le fait que Wyatt soit vegan. Ali, quant à elle, ne supporte pas le fait qu'elle n'ai toujours pas une clé de l'appartement de Joe, alors qu'elle vit chez lui. Louis, sachant que ce sujet est sensible pour Ali, continu de venir à l'improviste et de la narguer pour la provoquer. |                                                           |                                                           |                    |                     |                 |                        |
| 5 | Deux mecs fauchés 2 Broke Guys                            | David Kohan et Max Mutchnick                              | 5 novembre 2012    | 16 mai 2014         | 4 février 2016  | 5,67                   |
| |                                                           |                                                           |                    |                     |                 |                        |
| 6 | Folie Passagère Temporary Insanity                        | Jeff Astrof                                               | 12 novembre 2012   | 23 mai 2014         | 11 février 2016 | 5,48                   |
| |                                                           |                                                           |                    |                     |                 |                        |
| 7 | Bijou de famille My Best Friend's Wedding Ring            | David Kohan et Max Mutchnick                              |                    | 23 mai 2014         | 18 février 2016 |                        |
| Louis offre à Joe la bague de fiancailles de sa grand-mère pour qu'il la donne à Ali. |                                                           |                                                           |                    |                     |                 |                        |
| 8 | Clash tout risques Troubled Water                         | Ilana Wernick et John Riggi (en)                          |                    | 23 mai 2014         | 25 février 2016 |                        |
| Joe et Louis sont engagés pour concevoir la maison d'un grand nom de la chanson américaine. |                                                           |                                                           |                    |                     |                 |                        |
| 9 | Super Drôle Pretty Funny                                  | David Kohan et Max Mutchnick                              |                    | 23 mai 2014         | 3 mars 2016     |                        |
| Ali emmène Joe dans son bar préféré pour que ce dernier y rencontre tous ses amis, mais Joe est mis à l'écart. Puis, Joe emmène Ali à une soirée avec les amis gays de Louis. Cette dernière essaie de se faire accepter par les amis gays de Louis, mais sans succès. |                                                           |                                                           |                    |                     |                 |                        |
| 10 | Mon pote hétéro Straight Man's Best Friend                | David Kohan et Max Mutchnick Histoire : Lester Lewis (en) |                    | 30 mai 2014         | 10 mars 2016    |                        |
| Joe essaie de cacher son nouvel ami hétéro, Russ, de Louis. |                                                           |                                                           |                    |                     |                 |                        |
| 11 | Et le gagnant est… The Archies                            | Ilana Wernick                                             |                    | 30 mai 2014         | 17 mars 2016    |                        |
| Joe et Louis attendent de savoir s'ils sont nominés pour l'Archie Award, un prix d'architecture. |                                                           |                                                           |                    |                     |                 |                        |
| 12 | La Guerre des beaux gosses Two Nines and a Pair of Queens | Jeff Astrof                                               |                    | 30 mai 2014         | 24 mars 2016    |                        |
| Joe et Louis se disputent pour savoir lequel est le plus beau entre eux deux. Pendant ce temps, Ali réalise une publicité pour sa bijouterie qui sera diffusée dans tous les taxis new-yorkais. Quant à Wyatt, il a un problème avec son permis de conduire. |                                                           |                                                           |                    |                     |                 |                        |
| 13 | Daddy blues Sperm und Drang                               | Jeff Astrof                                               |                    | 30 mai 2014         | 31 mars 2016    |                        |
| Ali met au courant Joe qu'elle est enceinte et Louis demande à Wyatt s'il est d'accord pour se marier et adopter un bébé avec lui. Ali et Joe ont une grosse dispute à propos de sa grossesse et ils décident de se séparer. À la fin de l'épisode, Ali part vivre chez Louis et Wyatt. |                                                           |                                                           |                    |                     |                 |                        |

## Personnages

### Personnages principaux

#### Joe Goodman
Joe Goodman est architecte, il vit à New York. Louis McManus, son meilleur ami d'enfance, est également son associé dans leur entreprise d'architecture. Il est fiancé à Ali Landow, une jolie New-Yorkaise qui tient une bijouterie. À la fin de la série, Ali lui apprend qu'elle est enceinte, mais à la suite d'une grosse dispute à propos de cette grossesse, Joe et Ali rompent leurs fiancailles.

#### Louis McManus
Louis McManus est architecte et vit à New York. Il est le meilleur ami d'enfance de Joe Goodman et est également son associé dans leur entreprise. Il est en couple depuis plusieurs mois avec un jeune homme prénommé Wyatt Plank. À la fin de la série, Louis et Wyatt désirent adopter un enfant et se marier.

#### Ali Landow
Ali Landow est une jeune New-Yorkaise qui tient une bijouterie en ville. Elle vient d'une famille plutôt aisée et est fille unique. Ali est fiancée depuis peu à un jeune architecte nommé Joe Goodman. À la fin de la série, Ali annonce à Joe qu'elle est enceinte, mais à la suite d'une grosse dispute à ce sujet, ils rompent leurs fiançailles et Ali part vivre chez Louis et Wyatt.

#### Wyatt Plank
Wyatt Plank est médecin et vit à New York. Il est le petit ami de Louis McManus, un architecte. Au cours de la série, on apprend que Wyatt, avant d'être médecin, était alcoolique mais qu'il est sobre depuis 5 ans. Il est très ami avec Ali, la fiancée de Joe. D'après Louis, Wyatt est un excellent cuisinier. À la fin de la série, Wyatt et Louis décident d'adopter un enfant et de se marier.

### Personnages récurrents

#### Ro-Ro
Rosanna « Ro-Ro » Di-Giandemenico est la secrétaire de Louis et Joe dans leur entreprise d'architecture. Elle s'entend très bien avec eux et particulièrement avec Louis.

#### Renata
Renata est la cousine malchanceuse d'Ali. Elle est également l'assistante d'Ali dans la bijouterie de cette dernière. Renata vit à New York.

#### Jordy et Nate Blevins
Jordy et Nate Blevins sont deux architectes, jumeaux, new-yorkais. Ce sont les principaux rivaux de Joe et Louis.

## Accueil
Au Canada, le sixième (et dernier) épisode diffusé a été vu par 720 000 téléspectateurs.